# Euristhmus microphthalmus
Euristhmus microphthalmus är en fiskart som beskrevs av Murdy och Carl J. Ferraris, Jr. 2006. Euristhmus microphthalmus ingår i släktet Euristhmus och familjen Plotosidae. Inga underarter finns listade i Catalogue of Life.